# Llista de cràters d'Hiperió
En aquest article només es mostra els noms oficials aprovats per la Unió Astronòmica Internacional (UAI).
Aquesta és una llista de cràters amb nom d'Hiperió, un dels satèl·lits naturals de Saturn. Va ser descobert per William Cranch Bond, George Phillips Bond i William Lassell el 1848. Es distingeix per la seva forma irregular, la rotació caòtica i la seva aparença inexplicable d'esponja. Va ser la primera lluna no rodona que es va descobrir.
El 2019, els 4 cràters amb nom d'Hiperió representaven el 0,07% dels 5475 cràters amb nom del Sistema Solar. Altres cossos amb cràters amb nom són Amaltea (2), Ariel (17), Cal·listo (142), Caront (6), Ceres (115), Dàctil (2), Deimos (2), Dione (73), Encèlad (53), Epimeteu (2), Eros (37), Europa (41), Febe (24), Fobos (17), Ganímedes (132), Gaspra (31), Ida (21), Itokawa (10), Janus (4), Japet (58), Lluna (1624), Lutècia (19), Mart (1124), Mathilde (23), Mercuri (402), Mimas (35), Miranda (7), Oberó (9), Plutó (5), Proteu (1), Puck (3), Rea (128), Šteins (23), Tebe (1), Terra (190), Tetis (50), Tità (11), Titània (15), Tritó (9), Umbriel (13), Venus (900), i Vesta (90).

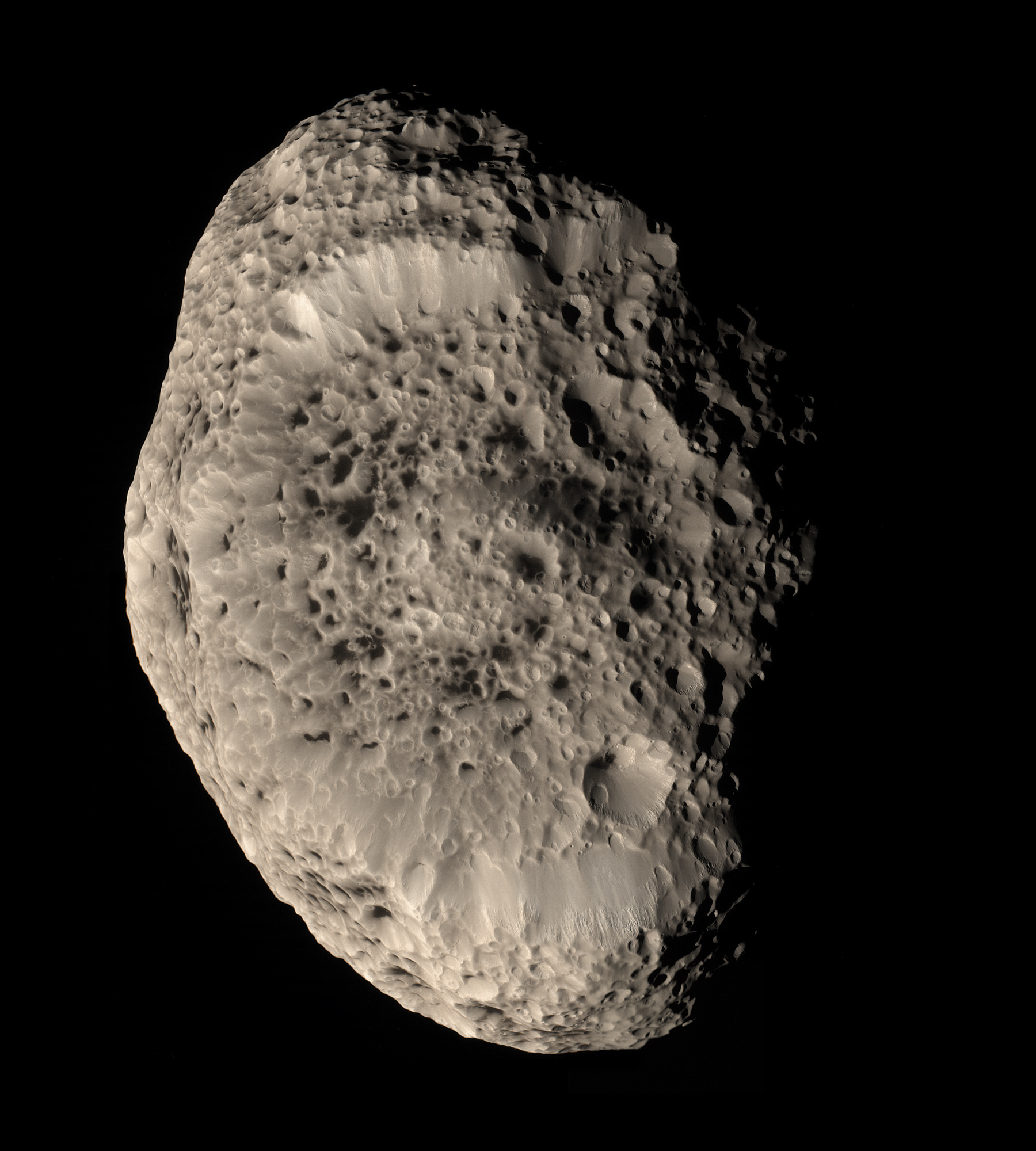
Imatge d'Hiperió presa per la sonda Cassini (aproximadament color veritable), 2005
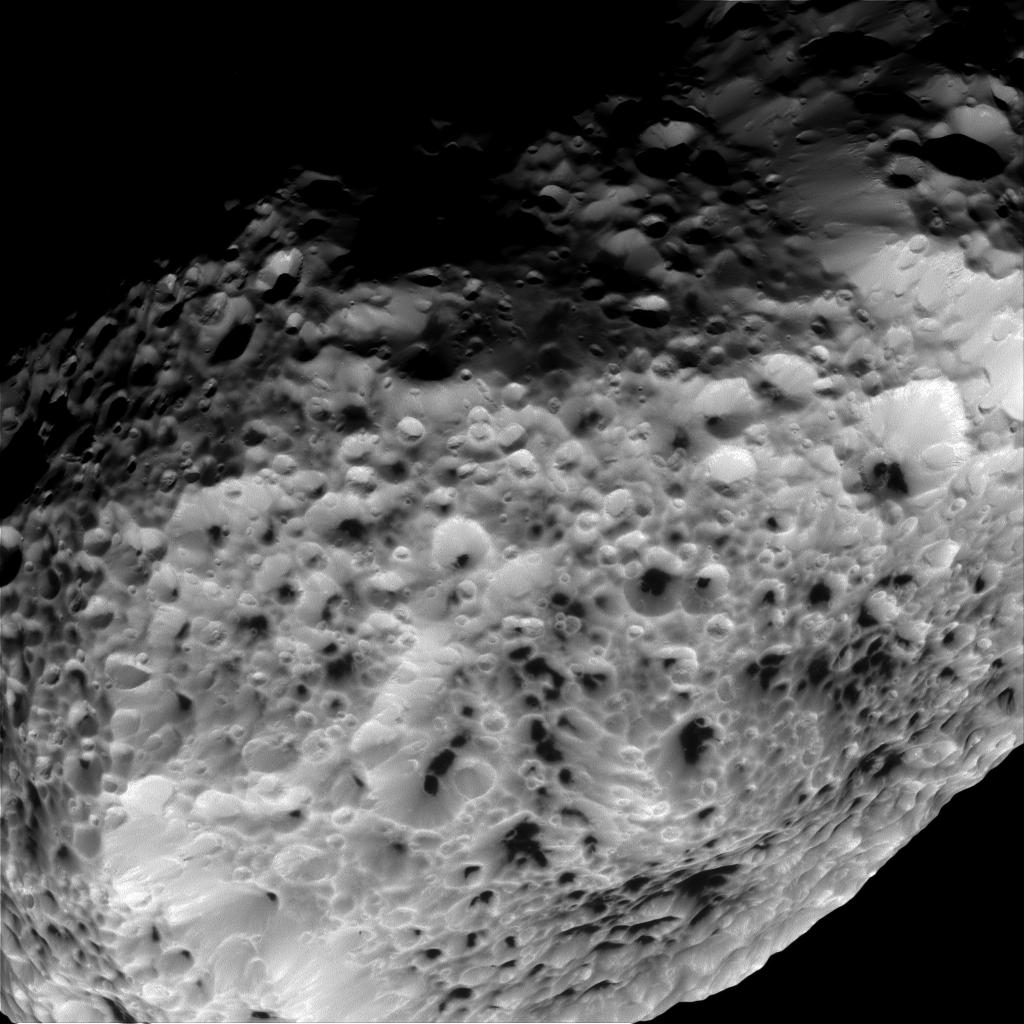
Imatge d'Hiperió presa per la sonda Cassini a una distància de 38.000 km, 2015.

La superfície d'Hiperió està coberta de cràters profunds escarpats que li donen l'aspecte d'una esponja gegant. El material fosc omple la part inferior de cada cràter. Els científics atribueixen l'aspecte inusual i esponjós d'Hiperió al fet que té una densitat inusualment baixa per a un objecte tan gran. La seva baixa densitat fa que Hiperió sigui força porós, amb una gravetat superficial feble. Aquestes característiques fan que els objectes que impacten contra la superfície tendeixin a comprimir-la en lloc d'excavar-la. Les anàlisis de les dades obtingudes per Cassini el 2005 i el 2006 mostren que al voltant d'un 40% d'aquest espai és buit. Al juliol de 2007 es va suggerir que aquesta porositat permet als cràters mantenir-se gairebé invariables durant eons. Les noves anàlisis també van confirmar que Hiperió es compon principalment de gel d'aigua amb molt poca roca.

## Llista
Els cràters d'Hiperió porten el nom de divinitats de diverses cultures que simbolitzen el Sol o la Lluna.
| Cràter | Coordenades                | Diàmetre (km) | Epònim                                                    | Ref.  |
| ------ | -------------------------- | ------------- | --------------------------------------------------------- | ----- |
| Bahloo | 36° N, 196° O / 36°N,196°O | n.d.          | Bahloo - Home-Lluna en la mitologia aborigen australiana. | WGPSN |
| Helios | 71° N, 132° O / 71°N,132°O | n.d.          | Hèlios - El Sol en la mitologia grega.                    | WGPSN |
| Jarilo | 61° N, 183° O / 61°N,183°O | n.d.          | Jarilo - El Sol en la mitologia eslava.                   | WGPSN |
| Meri   | 3° N, 171° O / 3°N,171°O   | n.d.          | Meri - El Sol en la mitologia dels bororo.                | WGPSN |